# Île Dannebrog
L'île Dannebrog est une île du sud-est du Groenland appartenant à la municipalité de Sermersooq.

## Géographie
Elle s'étend sur une longueur de 16 km pour une largeur de 5,5 km. 

## Histoire
Elle a été nommée par le navigateur danois Wilhelm August Graah lors de son expédition (1821-1829).